# Nir (Yazd)
Nir o Neyer (farsi نیر) è una città dello shahrestān di Taft, circoscrizione di Nir, nella provincia di Yazd in Iran. Aveva, nel 2006, una popolazione di 1.567 abitanti. Si trova a sud di Taft. 